# Hans Janssen (politicus)
J.F.M. (Hans) Janssen (Deest, 6 mei 1964) is een Nederlandse bestuurder en CDA-politicus. Sinds 16 september 2009 is hij burgemeester van Oisterwijk. Van 1 januari 2009 tot 16 september 2009 was hij waarnemend burgemeester van Oisterwijk.

## Biografie
Janssen studeerde theologie aan de Rijksuniversiteit Utrecht, werkte acht jaar als beleidsmedewerker en projectleider bij NCB-ZLTO en kwam in 1999 in de gemeenteraad van Tilburg. Nadat hij reeds spoedig fractievoorzitter was geworden, werd hij in 2002 wethouder van Economische Zaken. Vanwege de verwikkelingen rond het MIDI-theater stapte hij op 21 april 2008 uit het college van burgemeester en wethouders, gevolgd door de andere wethouders. Hij werd opgevolgd door de VVD'er Joost Möller.
Janssen was vanaf 1 januari 2009 waarnemend burgemeester van Oisterwijk, als opvolger van partijgenoot Yvo Kortmann. Op 16 september 2009 werd hij de Kroonbenoemde burgemeester van deze Noord-Brabantse gemeente. Van 2 september 2013 tot 18 april 2014 werd hij waargenomen door PvdA'er Henk Willems wegens een herseninfarct. Op 12 april 2021 werd hij voorgedragen voor een herbenoeming ingaande op 16 september 2021.

## Nevenfuncties
Janssen bekleedt naast zijn nevenfuncties ambtshalve diverse comités van aanbeveling en ambassadeurschappen en is hij bestuurslid van de R.K. Parochie voor Binnenschippers, Kermis- en Circusexploitanten in Nederland en gelieerde stichtingen te Nijmegen, bestuurslid van Stichting Natuurpark de Efteling te Kaatsheuvel, bestuurslid van Stichting Steun Koninklijke Souvenir Kamermuziek te Tilburg, voorzitter van de raad van commissarissen van woningcorporatie Casade te Waalwijk, lid van de sponsorcommissie van amateurvoetbalclub Jong Brabant te Berkel-Enschot en lid van de raad van toezicht van Onderwijsgroep Tilburg.

## Persoonlijk
Janssen is getrouwd, heeft vier kinderen en is rooms-katholiek.